# اپلایه
نام این شخص در متون به دست آمده از ارک شوش با عنوان "اپَلایه شاه مردم زری" چندبار یاد شده‌است. زمان نوشته شدن این متون را ربع نخست سده ششم پیش از میلاد دانسته‌اند. این نام بسیار شبیه به نام اپلایه نوه مردوک اپل آیدین دوم شاه بابل است که هومبان نیکش دوم شاه عیلام وی را بیرون راند؛ بنابراین شاید مردم زری از جمله قبایل آرامی یا کلدانی ساکن در مناطق جنوب غربی خوزستان بوده باشند.